# Malko Tărnovo
Malko Tărnovo (bulgariska: Малко Търново) är en ort i Bulgarien.   Den ligger i kommunen Malko Tărnovo och regionen Burgas, i den östra delen av landet, 400 km öster om huvudstaden Sofia. Malko Trnovo ligger 350 meter över havet och antalet invånare är 3 336.